# 小野潮
小野 潮（おの うしお、1955年 - ）は、日本のフランス文学者、中央大学教授、パリ日本館元館長。
宮城県生まれ。1979年東北大学文学部仏文科卒、89年同大学院博士課程単位取得退学、石巻専修大学理工学部助教授、1990年北海道大学言語文化部助教授、1994年中央大学文学部助教授、99年教授。2015年パリ日本館館長。NHKまいにちフランス語講師。19世紀フランス文学専攻。

## 著書
- 『知っておきたいフランス文学』明治書院 2010

### 翻訳
- リュック・フェリー, アラン・ルノー『68年の思想 現代の反-人間主義への批判』法政大学出版局 叢書・ウニベルシタス 1998
- リュック・フェリー, アラン・ルノー『68年-86年個人の道程』法政大学出版局 叢書・ウニベルシタス 2000
- ジャン・ドリュモー『地上の楽園 楽園の歴史 1』西澤文昭共訳 新評論 2000
- ツヴェタン・トドロフ『われわれと他者 フランス思想における他者像』江口修共訳 法政大学出版局 叢書・ウニベルシタス 2001
- フィリプ・ベルティエ『スタンダール、バルザックとイタリア ジーナあるいはイタリア 公開講演会』中央大学人文科学研究所 人文研ブックレット 2002
- ツヴェタン・トドロフ『バンジャマン・コンスタン 民主主義への情熱』法政大学出版局 叢書・ウニベルシタス 2003
- ツヴェタン・トドロフ『越境者の思想 トドロフ,自身を語る』法政大学出版局 叢書・ウニベルシタス 2006
- ジャン・ドリュモー『千年の幸福 楽園の歴史 2』杉崎泰一郎共訳 新評論 2006
- ツヴェタン・トドロフ『異郷に生きる者』法政大学出版局 叢書・ウニベルシタス 2008
- ツヴェタン・トドロフ『文学が脅かされている』法政大学出版局 叢書・ウニベルシタス 2009
- ジェルメーヌ・ティヨン『ジェルメーヌ・ティヨン ― レジスタンス・強制収容所・アルジェリア戦争を生きて』ツヴェタン・トドロフ編 法政大学出版局 叢書・ウニベルシタス 2012
- ツヴェタン・トドロフ『ゴヤ啓蒙の光の影で』法政大学出版局 叢書・ウニベルシタス 2014
- スタンダール『対訳フランス語で読む「赤と黒」』編著 白水社 2014
- ツヴェタン・トドロフ『屈服しない人々』新評論　2018

## 論文
- Cinii